# میستوزوآ
میسِتُوزُوآ (نام علمی: Mycetozoa) یک زیرشاخه آمیب‌ها از شاخه آمیبوزوا است که به صورت کپک مخاطی مشاهده می‌شوند.

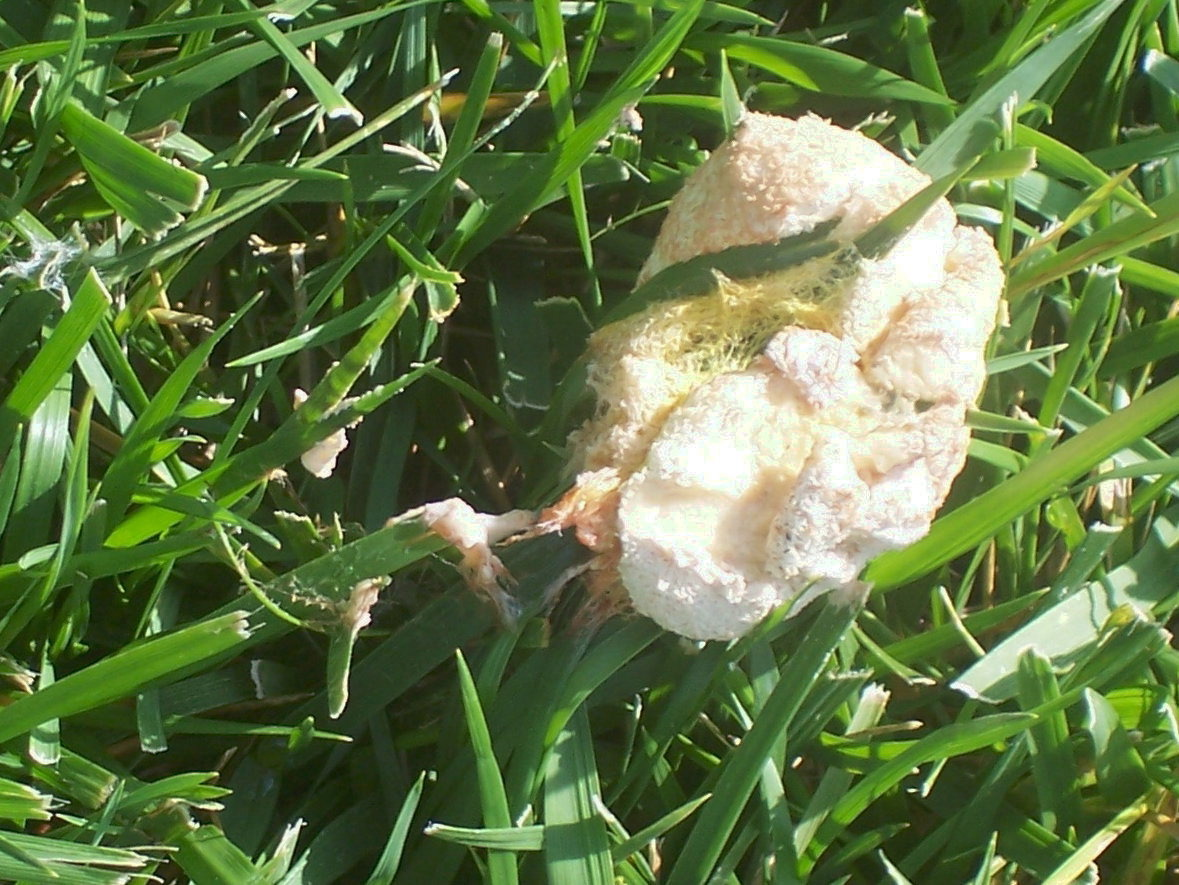
کپک مخاطی روی چمن، امریکا. مسیر حرکت دیده می‌شود.
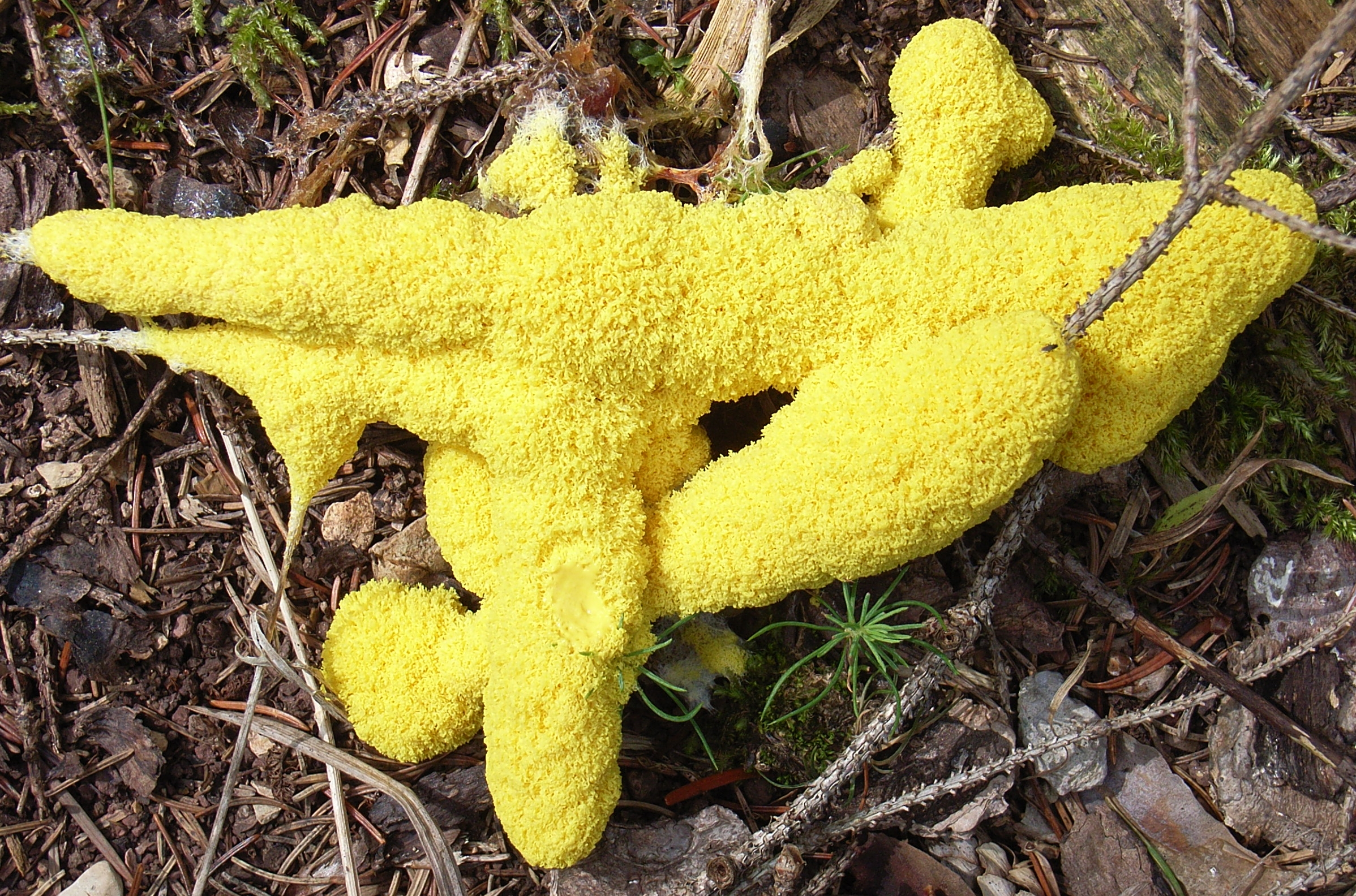
Fuligo septica.
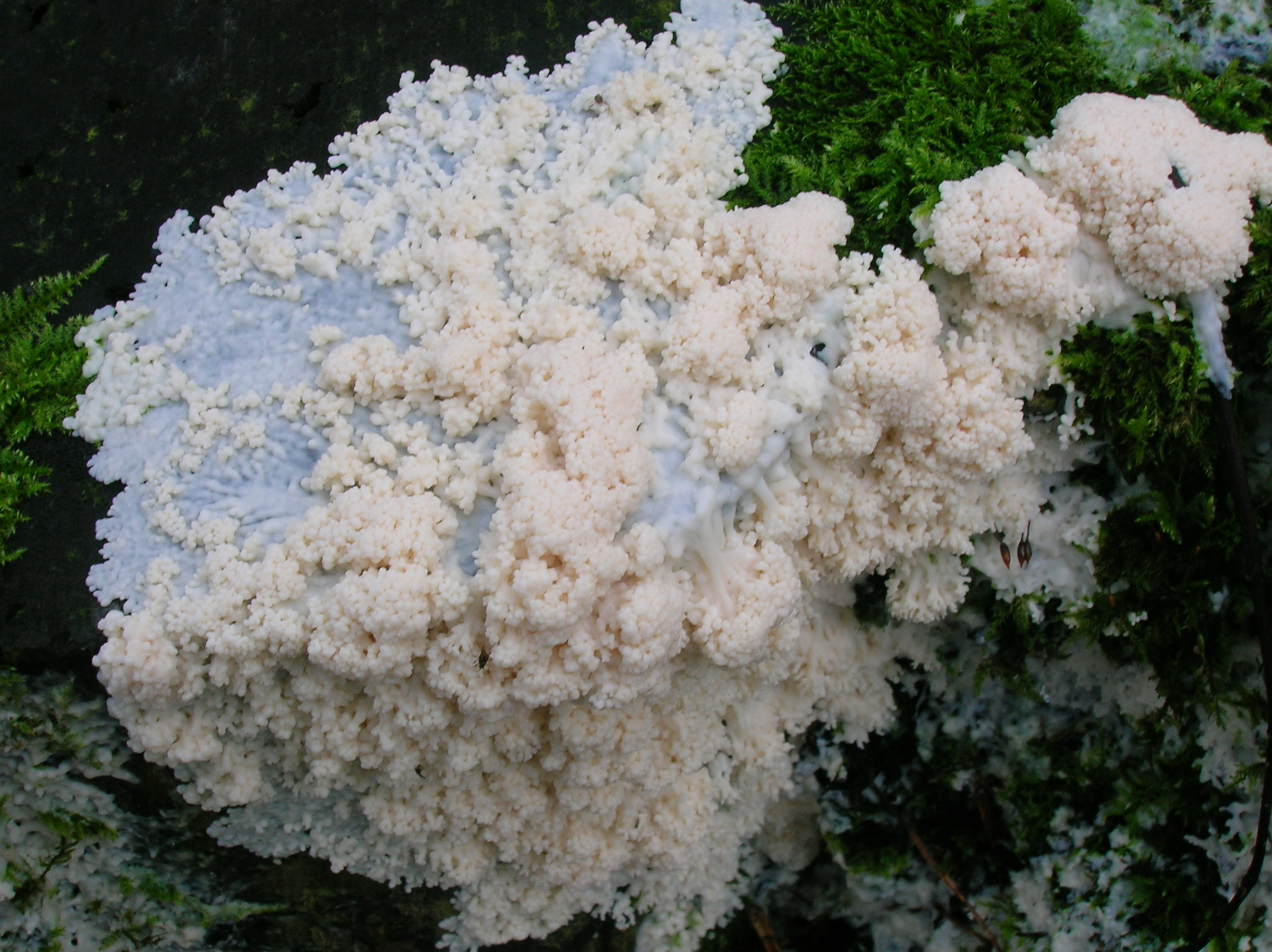
Brefeldia maxima روی کنده درخت در اسکاتلند.